# Connla Cáem
Connla Cáem ("El hermoso"), también conocido como Connla Cruaidchelgach ("hoja sangrienta"), hijo de Irereo, fue, según la leyenda medieval irlandesa y la tradición histórica, un Alto Rey de Irlanda. Llegó al poder después de que matara a su predecesor y asesino de su padre, Fer Corb, y gobernó por cuatro (o veinte) años, hasta que murió en Tara, y fue sucedido por su hijo Ailill Caisfiaclach. El Lebor Gabála Érenn sincroniza su reinado con el de Tolomeo IV de Egipto (221–205 AC). La cronología de Geoffrey Keating, el  Foras Feasa ar Éirinn data su reinado en 319–315 AC, los Anales de los Cuatro Maestros en 463–443 AC.
| Predecesor: Fer Corb | Alto Rey de Irlanda LGE siglo III AC FFE 319–315 AC ACM 463–443 AC | Sucesor: Ailill Caisfiaclach |